# Zgodovina strojnega prevajanja

## Začetki
Prve zamisli o strojnem prevajanju segajo v 17. stoletje; leta 1629 je René Descartes predlagal univerzalni jezik z ujemajočimi se pomeni v različnih jezikih z istim simbolom. Vendar pa so bili prvi koraki v tej smeri narejeni šele po 2. svetovni vojni. Takrat je Američan Warren Weaver zapisal: »Pred seboj imam besedilo v ruščini, vendar se bom  pretvarjal, da je v resnici zapisano v angleščini in zakodirano s čudnimi simboli. Vse, kar moram narediti, je razbiti kodo, da dobim informacijo, ki jo vsebuje besedilo.«
Takšen pogled na strojno prevajanje in razlike med jeziki je seveda zelo preprost, vendar je Weaver s tem spodbudil raziskave na tem področju in leta 1954 so na univerzi v Georgetownu prvič javno prikazali strojno prevajanje in z računalnikom IBM prevedli več kot šestdeset povedi iz ruščine v angleščino. Uspešnost in odmevnost prevajalskega poskusa sta sprožil številna nadaljnja raziskovanja in nekateri so menili, da bo v roku petih let problem strojnega prevajanja rešen. Začetnega optimizma glede strojnega prevajanja pa je bilo konec z Alpacovim poročilom leta 1966, ko se je po desetletjih vlaganja v strojno prevajanja izkazalo, da je problem mnogo kompleksnejši, kot se je sprva zdelo. Pri Alpacu so ugotovili, da to področje ni perspektivno in da zahteva preveč stroškov glede na doseženo kakovost produkta. Posledica je bila, da ameriška vlada ni bila več pripravljena financirati raziskav na tem področju, delo so nadaljevale le redke skupine zunaj ZDA.

## 1970.
V sedemdesetih so se vendarle zgodili nekateri pomembni premiki: zgrajena sta bila Systran za prevajanje besedil med ruščino in angleščino (za potrebe ameriškega letalstva) in Meteo za prevajanje vremenskih napovedi. V Evropi so naredili angleško-francosko verzijo Systrana.

## 1980.
Šele z razmahom računalništva v poznih osemdesetih, ko se je strošek raziskovanja močno znižal, se je zanimanje za strojno prevajanje ponovno povečalo. Pomembnejši projekti na tem področju so bili evropski Eurotra, na Japonskem Mu, v ZDA pa t. i. Knowledge-Based Machine Translation. Pojavili so se tudi prvi komercialni računalniški programi, od katerih so nekateri na trgu še danes: Systran, Logos, Metal idr. Večina sistemov, razvitih v tem času, je temeljila na pravilih.

## 1990.
V začetku devetdesetih se je na področju strojnega prevajanja zgodil ključen preobrat: Najprej je podjetje IBM objavilo rezultate raziskave sistema Candide, ki je bil v celoti osnovan na statistični metodi; nato so japonski raziskovalci razvili metodo strojnega prevajanja, ki temelji na primerih iz korpusa. Novost obeh pristopov je, da za prevajanje ne potrebujeta ne sintaktičnih ne semantičnih pravil, ampak dvojezični korpus. V istem času se je druga veja računalniškega jezikoslovja ukvarjala s prepoznavanjem, sintezo in (simultanim) prevajanjem govora. Uporabljali so mešanico metode, ki temelji na pravilih, in statistične metode ter s svojim pristopom vplivali na področje strojnega prevajanja in na hibridno metodo strojnega prevajanja.
V poznih devetdesetih se je začelo širiti strojno prevajanje besedil na internetu, uporaba raznih elektronskih pripomočkov za prevajanje besedil, med pristopi so se začeli razvijati na primerih temelječi sistemi strojnega prevajanja. Leta 2002 je podjetje Amebis predstavilo slovensko-angleški prevajalni sistem Presis, poskuse statističnega strojnega prevajanja iz slovenščine v angleščino so delali tudi na Fakulteti za računalništvo in informatiko Univerze v Ljubljani in Inštitutu Jožef Stefan.

## Po letu 2000
Po prelomu tisočletja se je raziskovanje nadaljevalo na vseh navedenih področjih strojnega prevajanja, največji poudarek pa je bil na statistični metodi. Povečalo se je število komercialnih izdelkov, pojavila se je lokalizacija računalniških programov in pojavili so se prvi nekomercialni oziroma brezplačni spletni strojni prevajalniki.